# Udo Kiessling
Udo Kiessling (Crimmitschau, 21 maggio 1955) è un ex hockeista su ghiaccio tedesco.
È diventato il primo hockeista su ghiaccio a partecipare a cinque edizioni dei Giochi olimpici invernali: 1976 (medaglia di bronzo), 1980, 1984, 1988 e 1992.

## Palmarès

### Olimpiadi invernali
- 1 medaglia[1]:
  - 1 bronzo (Innsbruck 1976)